# Адміністративний устрій Тальнівського району
Адміністративний устрій Тальнівського району — адміністративно-територіальний поділ Тальнівського району Черкаської області на 1 міську та 27 сільських рад, які об'єднують 43 населені пункти та підпорядковані Тальнівській районній раді. Адміністративний центр — місто Тальне.

## Список радТальнівського району
| №  | Назва                               | Центр               | Населені пункти                                               | Площа км² | Місце за площею | Населення (2001), осіб | Місце за населенням |
| -- | ----------------------------------- | ------------------- | ------------------------------------------------------------- | --------- | --------------- | ---------------------- | ------------------- |
| 1  | Тальнівська міська рада             | м. Тальне           | м. Тальне                                                     | 161,000   |                 | 16320                  | 1                   |
| 2  | Білашківська сільська рада          | с. Білашки          | с. Білашки с-ще Левада                                        |           |                 | 1060                   | 12                  |
| 3  | Веселокутська сільська рада         | с. Веселий Кут      | с. Веселий Кут                                                |           |                 | 655                    | 25                  |
| 4  | Вишнопільська сільська рада         | с. Вишнопіль        | с. Вишнопіль                                                  |           |                 | 1140                   | 6                   |
| 5  | Глибочківська сільська рада         | с. Глибочок         | с. Глибочок                                                   |           |                 | 841                    | 18                  |
| 6  | Гордашівська сільська рада          | с. Гордашівка       | с. Гордашівка                                                 |           |                 | 1125                   | 9                   |
| 7  | Заліська сільська рада              | с. Заліське         | с. Заліське                                                   |           |                 | 850                    | 17                  |
| 8  | Здобутківська сільська рада         | с-ще Здобуток       | с-ще Здобуток с-ще Тарасівка                                  |           |                 | 718                    | 23                  |
| 9  | Зеленьківська сільська рада         | с. Зеленьків        | с. Зеленьків                                                  |           |                 | 1253                   | 5                   |
| 10 | Кобринівська сільська рада          | с. Кобринове        | с. Кобринове с. Гуляйка                                       |           |                 | 922                    | 14                  |
| 11 | Кобриново-Гребельська сільська рада | с. Кобринова Гребля | с. Кобринова Гребля с. Антонівка                              |           |                 | 869                    | 16                  |
| 12 | Колодистенська сільська рада        | с. Колодисте        | с. Колодисте                                                  |           |                 | 824                    | 19                  |
| 13 | Корсунська сільська рада            | с. Корсунка         | с. Корсунка с. Довгеньке                                      |           |                 | 740                    | 22                  |
| 14 | Кривоколінська сільська рада        | с. Криві Коліна     | с. Криві Коліна с-ще Добрянка с-ще Нова Павлівка с. Чеснопіль |           |                 | 904                    | 15                  |
| 15 | Лащівська сільська рада             | с. Лащова           | с. Лащова                                                     |           |                 | 556                    | 27                  |
| 16 | Легедзинська сільська рада          | с. Легедзине        | с. Легедзине                                                  |           |                 | 1126                   | 8                   |
| 17 | Лісівська сільська рада             | с. Лісове           | с. Лісове                                                     |           |                 | 1140                   | 7                   |
| 18 | Лоташівська сільська рада           | с. Лоташеве         | с. Лоташеве с. Піщана                                         |           |                 | 782                    | 20                  |
| 19 | Майданецька сільська рада           | с. Майданецьке      | с. Майданецьке с-ще Новомайданецьке                           |           |                 | 2369                   | 2                   |
| 20 | Мошурівська сільська рада           | с. Мошурів          | с. Мошурів                                                    |           |                 | 2015                   | 3                   |
| 21 | Онопріївська сільська рада          | с. Онопріївка       | с. Онопріївка с. Кобиляки с. Павлівка Друга                   |           |                 | 1106                   | 10                  |
| 22 | Павлівська сільська рада            | с. Павлівка Перша   | с. Павлівка Перша                                             |           |                 | 676                    | 24                  |
| 23 | Папужинська сільська рада           | с. Папужинці        | с. Папужинці                                                  |           |                 | 644                    | 26                  |
| 24 | Потаська сільська рада              | с. Поташ            | с. Поташ                                                      |           |                 | 768                    | 21                  |
| 25 | Романівська сільська рада           | с. Романівка        | с. Романівка с-ще Шалаське                                    |           |                 | 1085                   | 11                  |
| 26 | Соколівоцька сільська рада          | с. Соколівочка      | с. Соколівочка с-ще Степне с. Червоне                         |           |                 | 975                    | 13                  |
| 27 | Тальянківська сільська рада         | с. Тальянки         | с. Тальянки                                                   |           |                 | 1720                   | 4                   |
| 28 | Шаулиська сільська рада             | с. Шаулиха          | с. Шаулиха                                                    |           |                 | 502                    | 28                  |

* Примітки: м. — місто, с-ще — селище, смт — селище міського типу, с. — село